# Списак опера Волфганга Амадеуса Моцарта
Списак опера Волфганга Амадеуса Моцарта представља 22 музичке драме у различитим жанровима које је компоновао Волфганг Амадеус Моцарт. Крећу се од малих, изведених дјела његове младости до пуноправних опера у зрелом добу. Три дјела је оставио недовршена и изведена су тек много година након његове смрти. Сва његова дјела у зрелом добу сматрају се класицима и никада нису била ван репертоара свјетских оперских кућа.
Оперски аналитичар Дејвид Кернс је истакао да је још од малих ногу имао изузетну способност да ухвати и асимилује све што му је у новонасталом стилу било најкорисније. У писму свом оцу од 7. фебруара 1778. Моцарт је написао: „као што знате, могу мање-више да усвојим или имитирам било коју врсту и стил композиције“. Он је то искористио да успостави нови стандард, постајући истовремено „асимилатор, савршен и иноватор“. Његова рана дјела прате традиционалне форме италијанских стилова опера серија и опера буфа, као и њемачког стила зингшпил. У свом зрелом добу, према Николасу Кењону, он је „појачао све ове форме богатством своје иновације“, а у опери Дон Ђовани је постигао синтезу два италијанска стила, укључујући лик дона Ане у стилу опера серија, ликове Лепореле и Зерлине у стилу опера буфа, као и лик дона Елвире у мијешаном стилу серије и буфе. Био је јединствен међу композиторима јер је све своје опере у зрелом добу, почевши од опере Идоменео, завршио у кључу увертире.
Идеје и карактеризације које је користио у почетним дјелима су касније развијене и рафиниране. Његове касније опере садрже низ незаборавних, снажно исцртаних женских ликова, посебно такозване „бечке субрете“, за које је оперски писац Чарлс Озборн истакао да, „умију да комбинују шарм са менаџерским инстинктом“. Музички писац и аналитичар Готфрид Краус је истакао да су све те жене биле присутне, као прототипови, у ранијим операма; Бастијен (1768) и Сандрина (Лажна баштованка, 1774) су преседани за касније Констанцу и Памину, док је Сандринина фолија Серпета претеча Плавуше, Сузане, Церлине и Деспине.
Његови текстови потичу из различитих извора, а почетне опере су често биле адаптације постојећих дјела. Сматра се да је први либретиста којег је изабрао сам Моцарт био Ђамбатиста Вареско, за оперу Идоменео 1781. године. Пет година касније, започео је своју најдугорочнију сарадњу, са Лоренцом да Понтеом, његовим „правим фениксом“. Некада широко распрострањена теорија да је Да Понте био либретиста за оперу Разочарани младожења из 1783/84. у каснијем периоду је углавном одбачена. Сматрао је да би, као композитор, требало да има значајан допринос у садржају либрета, како би најбоље служио музици. Музиколог Чарлс Розен је написао, „могуће је да је Да Понте разумио драматичне потребе Моцартовог стила без подстицања; али прије него што се дружио са Да Понтеом, Моцарт је већ малтретирао неколико либретиста да му дају драматично обликоване ансамбле које је волио.“

## Састављање списка

### Основа за укључивање
На списку су сва позоришна дјела која су општеприхваћена као композиција Волфганга Амадеуса Моцарта, у контексту у коме „позоришни“ значи да је извођен на сцени, од вокалиста који пјевају карактерно, у складу са сценским правцима. Неки извори су усвојили конкретније критеријуме, због чега су искључили оперу коју је створио у младости у стилу зингшпил — Дужност прве заповијести, који су класификовали као ораторијум.
Ипак, Озборн је истакао да либрето садржи сценска упутства која се односе на сценску употребу. сугеришу да је дјело глумљено, а не само пјевано и формално је описано као „света игра са музиком“, а не као ораторијум. Опера Камен филозофа је написана у сарадњи са још четири композитора, тако да се само дјелимично приписује Моцарту.

### Низ
Генерално, списак прати редосљед у коме су опере написане. Непознато је да ли је Једноставна финта написана прије или послије опере Бастијен и Бастијена, а у неким списковима се Једноставна финта налази испред. Опера Тамос, краљ Египта је написана у два сегмента, први је написан 1774. године, али је у списку наведен у складу са његовим завршетком, у периоду 1779–80. Магична фрула и Милост Титова су написане истовремено; Магична фрула је покренута раније и стављена на страну док није завршена  Милост Титова, која је завршена и изведена прва и обично се наводи као ранији рад упркос томе што има већи Кехел каталошки број.

## Списак опера
|  | Непотпуна опера. |
|  | Сараднички рад.  |

| Период      | Назив                                                                      | Жанр и глумачка дјела                             | Либрето     | Либрето                                                                                     | Гласовни дјелови                                                    | Премијера                 | Премијера                               | Кехелов број          |
| Период      | Назив                                                                      | Жанр и глумачка дјела                             | Јез.        | либретиста                                                                                  | Гласовни дјелови                                                    | Датум                     | Мјесто                                  | Кехелов број          |
| ----------- | -------------------------------------------------------------------------- | ------------------------------------------------- | ----------- | ------------------------------------------------------------------------------------------- | ------------------------------------------------------------------- | ------------------------- | --------------------------------------- | --------------------- |
| 1766–67.    | Дужност прве заповијести, Први дио                                         | свети зингшпил (сарадња)                          | њемачки     | Игнац фон Визер                                                                             | 3 сопрана, 2 тенора                                                 | 12. март 1767.            | Надбискупска палата, Салцбург           | K.35 Преглед Либрето  |
| 1767.       | Аполон и Хијацинт                                                          | музика за латинску драму                          | латински    | Руфинус Видл, према Овидијевим метаморфозама                                                | 2 висока тона, 2 дјечачка алта, 1 тенор, 2 баса, хор                | 13. мај 1767.             | Велика дворана Универзитета у Салцбургу | K.38 Преглед          |
| 1768.       | Бастијен и Бастијена                                                       | зингшпил 1 чин                                    | њемачки     | Ф. В. Вискерн и Џ. Х. Милер                                                                 | 1 сопрано, 1 тенор, 1 бас                                           | 2. октобар 1890.          | Вилхелмстрасе 92, Berlin                | K.50/46b Преглед      |
| 1768.       | Једноставна финта                                                          | опера буфа 3 чина                                 | италијански | Марко Колтелини по Карлу Голдонију                                                          | 3 сопрана, 2 тенора, 2 баса                                         | 1. мај 1769.              | Надбискупска палата, Салцбург           | K.51/46a Преглед      |
| 1770.       | Митридат, краљ Понта                                                       | опера серија 3 чина                               | италијански | В. А. Сиња Санти, заснован на преводу Ђузепеа Саронија трагедије Митридат Жана Расина       | 4 сопрана, 1 алто, 2 тенора                                         | 26. децембар 1770.        | Ређио Дукале, Милано                    | K.87/74a Преглед      |
| 1771.       | Асканије у Алби                                                            | фестспиел 2 чина                                  | италијански | Ђузепе Парини                                                                               | 4 сопрана, 1 тенор, хор                                             | 17. октобар 1771.         | Ређио Дукале, Милано                    | K.111 Преглед         |
| 1772.       | Сципионов сан                                                              | азионе театрале или серенада 1 чин                | италијански | Метастазио, заснован на Цицероновом дјелу Сципионов сан}}                                   | 3 сопрана, 3 тенора хор                                             | 1. мај 1772. (вјероватно) | Надбискупска палата, Салцбург           | K.126 Преглед         |
| 1772.       | Лучио Сила                                                                 | драма за музику 3 чина                            | италијански | Ђовани де Гемера, ревидирано од стране Метастасија                                          | 4 сопрана, 2 тенора, хор                                            | 26. децембар 1772.        | Ређио Дукале, Милано                    | K.135 Преглед         |
| 1774–75.    | Лажна баштованка                                                           | шаљива драма 3 чина                               | италијански | Вјероватно Ђузепе Петрозелини                                                               | 4 сопрана, 2 тенора, 1 бас, хор                                     | 13. јануар 1775.          | Оперхаус Салватор, Минхен               | K.196 Преглед         |
| 1775.       | Краљ пастира                                                               | Серенада 2 чина                                   | италијански | Метастазио, који је замијењен са Вареском, заснован на представи Аминта Торквата Таса       | 3 сопрана, 2 тенора                                                 | 23. април 1775.           | Надбискупска палата, Салцбург           | K.208 Преглед         |
| 1773, 1779. | Тамос, краљ Египта                                                         | Рефрени и периоди између чинова за херојску драму | њемачки     | Тобијас Филип фон Геблер                                                                    | сопрано, алто, тенор, бас (хор и солисти)                           | 4. април 1774. (два хора) | Кернтнертор, Беч                        | K.345/336a Преглед    |
| 1773, 1779. | Тамос, краљ Египта                                                         | Рефрени и периоди између чинова за херојску драму | њемачки     | Тобијас Филип фон Геблер                                                                    | сопрано, алто, тенор, бас (хор и солисти)                           | 1779–80. (завршена)       | Салцбург                                | K.345/336a Преглед    |
| 1779–80.    | Заиде                                                                      | зингшпил (недовршена)                             | њемачки     | Јохан Андреас Шахтнер                                                                       | 1 сопрано, 2 тенора, 2 баса, мини хор од 4 тенора, 1 гласовна улога | 27. јануар 1866.          | Франкфурт                               | K.344/336b Преглед    |
| 1780–81.    | Идоменео, краљ Крита                                                       | драма за музику 3 чина                            | италијански | Вареско, по опери Идоменео Антоана Данкета                                                  | 3 сопрана, 1 мецо-сопрано, 4 тенора, 1 баритон, 2 баса, хор         | 29. јануар 1781.          | Дворско позориште, Минхен               | K.366 Преглед         |
| 1781–82.    | Отмица из Сараја                                                           | зингшпил 3 чина                                   | њемачки     | Готлијеб Стефани, заснован на либрету Белмонт и Констанца Кристофа Брецнера                 | 2 сопрана, 2 тенора, 1 бас, 2 гласовне улоге                        | 16. јул 1782.             | Дворско позориште, Беч                  | K.384 Преглед Либрето |
| 1783.       | Гуска из Каира                                                             | шаљива драма (недовршена) 3 чина                  | италијански | Ђамбатиста Вареско                                                                          | (Привремено) 4 сопрана, 2 тенора, 2 баса, хор                       | 6. јун 1867.              | Позориште Атенеум, Париз                | K.422 Преглед         |
| 1783–84.    | Разочарани младожења                                                       | опера буфа (недовршена) 2 чина                    | италијански | Непознато. У почетку је прописано Да Понтеу, али сматра се да може бити Ђузепе Петрозелини. | (Привремено) 3 сопрана, 2 тенора, 2 баса                            | 6. јун 1867.              | Позориште Атенеум, Париз                | K.430/424a Преглед    |
| 1786.       | Директор позоришта                                                         | хумористички зингшпил 1 чин                       | њемачки     | Готлијеб Стефани                                                                            | 2 сопрана, 1 тенор, 1 бас, 6 гласовних улога                        | 7. фебруар 1786.          | Шенбрун, Беч                            | K.486 Преглед         |
| 1785–86.    | Фигарова женидба                                                           | опера буфа 4 чина                                 | италијански | Да Понте, на основу представе Фигарова женидба Пјера Бомаршеа                               | 5 сопрана, 2 тенора, 1 баритон, 3 баса, хор                         | 1. мај 1786.              | Дворско позориште, Беч                  | K.492 Преглед Либрето |
| 1787.       | Дон Ђовани                                                                 | Dramma giocoso 2 чина                             | италијански | Да Понте, на основу опере Дон Ђовани Тенорио Ђованија Бертатија                             | 3 сопрана, 1 тенор, 1 баритон, 3 баса, хор                          | 29. октобар 1787.         | Државно позориште, Праг                 | K.527 Преглед Либрето |
| 1789–90.    | Тако чине све                                                              | шаљива драма 2 чина                               | италијански | Да Понте                                                                                    | 3 сопрана, 1 тенор, 1 баритон, 1 баса, хор                          | 26. јануар 1790.          | Дворско позориште, Беч                  | K.588 Преглед Либрето |
| 1790.       | Камен филозофа (Неред састављен са Енебергом, Герлом, Шеком и Шиканедером) | зингшпил (сарадња) 2 чина                         | њемачки     | Емануел Шиканедер                                                                           | 3 сопрана, 2 тенора, 2 баритона, 1 бас, 1 гласовна улога            | 11. септембар 1790.       | Позориште на Видену, Беч                | K.592a                |
| 1791.       | Милост Титова                                                              | опера серија 2 чина                               | италијански | Метастазио, ревидирано од стране Катерина Мацоле                                            | 2 сопрана, 2 мецо-сопрано, 1 тенор, 1 бас, хор                      | 6. септембар 1791.        | Државно позориште, Праг                 | K.621 Преглед Либрето |
| 1791.       | Чаробна фрула                                                              | зингшпил 2 чина                                   | њемачки     | Емануел Шиканедер                                                                           | 6 сопрана, 2 мецо-сопрано, 1 алто, 4 тенора, 1 баритон, 4 баса, хор | 30. септембар 1791.       | Позориште на Видену, Беч                | K.620 Преглед Либрето |